# الكنيسة (الرملة)
الكنيسة، قرية فلسطينية صغيرة مهجرة في منطقة الرملة. في عام 1948 طردت العصابات الصهيونية سكان الكنيسة من ديارهم ودمروا قريتهم.

## موقع القرية
تقع قرية الكنيسة إلى الجنوب الشرقي من مدينة الرملة، تبعد إلى الشمال من طريق القدس– يافا مسافة 3 كم تقريبًا، ويربطها بهذه الطريق درب ضيّق. كما تربطها بالقرى العربية المجاورة برفيليا، عنابة، والقباب دروب غير ممهدة.
نشأت الكنيسة فوق رقعة متموّجة في الطرف الشرقي من السهل الساحلي، ترتفع 175م عن مستوى سطح البحر. يمر من جنوبها أحد الأودية الرافدة لوادي السكة الذي يرفد وادي قريقع الذي يرفد بدوره وادي صقرير.

## احتلال القرية وتطهيرها عرقيًّا
في العاشر من تموز 1948 دخلت القوات الإسرائيلية البلدة إيذانًا باحتلال اللد والرملة في سياق "عملية داني"، بعد ذلك جاء في تقرير أعدّه لواء «يفتاح» عن الكنيسة وخروبة: «بعد نسف المنازل وتطهير القرية احتل جنودنا مواقع منيعة مشرفة على القرية». أمّا السكّان فيعيش معظمهم حالياً في قرية الطيرة غرب رام الله.

## القرية اليوم
تظهر القرية اليوم ككومة من حجارة كبيرة وتغلب عليها الأشواك. عشرات المنازل قائم جزء منها ومدمر أغلبها، ولا تزال بقايا الأبواب والنوافذ المقنطرة مرئية في الموقع. كما يتواجد في الموقع أشجار التين، اللوز، الزيتون، الصبّار والرمان بين الأبنية. أمّا الأراضي السهلية فيحرثها سكان مستعمرة «مشمار أيلون» المجاورة.

## المستعمرات الإسرائيلية على أراضي القرية
لا يوجد مستعمرات على أراضي القرية، إلّا أنّ مستعمرة «مشمار أيلون» تقع بالقرب من القرية، حيث يقوم سكانها بحرث أراضي الكنيسة ويزرعونها.